# Emperador Wen de Han
Liu Heng (劉恆) (203 aC - 157 aC), príncep de Dai va ser el cinquè emperador de la Dinastia Han Occidentals o anteriors (226 aC - 220) i va regnar entre 180 i el 157, amb el nom d'emperador Wen.

## Biografia
Liu Heng va néixer l'any 203 aC, fill de l'emperador Gaozu i de l'emperadriu Gao. El seu nom de naixement es Liu Heng on el cognom es Liu 刘, o sigui el del seu pare Liu Bang, fundador de la dinastia Han, i el nom, Heng (恒).
El seu regnat de 23 anys el va convertir en el primer emperador Han a governar durant un període que va donar a la dinastia una estabilitat que fins aleshores no havia assolit. Va iniciar el seu regnat amb una amnistia general i va proposar una sèrie de canvis legislatius, administratius, de política territorial i de caràcter econòmic.

### Política econòmica
Sota el seu govern, l'economia xinesa va prosperar i la seva població es va expandir. Va impulsar una certa política d'austeritat amb la disminució de les despeses imperials, i va promoure una rebaixa dels impostos, especialment en el sector agrícola, amb una reducció de l'impost sobre la terra (tianfu 田賦).
D'altra banda, el govern va millorar la construcció de canals i preses i va animar als camperols a conrear les moreres per a la producció de seda. Es va estimular un augment de la producció mitjançant la concessió de recompenses pels que lliuressin el gra al govern.

### Política administrativa i territorial
Va introduir canvis legislatius en els aspectes relacionats amb els càstigs corporals i la pena de mort que va limitar a casos especials. A nivell territorial va fer canvis en l'organització administrativa i territorial per afeblir els poders locals, i la consolidació de l'autoritat del govern central.
L'any 178 aC va obtenir la submissió del regne de Nanyue, que ocupava part de l'actial nod del Vietnam i de les províncies xineses de Guangdong, Guangxi i Yunnan.
Va morir el 157 aC i està enterrat a una tomba del pujol de Baling (漢霸陵). El seu nom de temple va ser Taizong 漢太宗, i com a nom honorífic, pòstum emperador Xiaowen 漢孝文皇帝.
El va succeir el seu fill, l'emperador Jing (漢景帝).

### Nota sobre la denominació dels emperadors
En la lectura de les dades de l'article cal tenir en compte que segons les diverses fonts consultades hi pot haver diferències en la denominació dels emperadors, que com a mínim utilitzen tres nomenclatures: el nom de naixement, el nom de regnat o època i el nom pòstum o de temple. També passa el mateix amb les dates, fruit de la translació del calendari xinès al calendari occidental.
També cal tenir en compte que en els articles dedicats a emperadors xinesos es habitual trobar que un mateix emperador es mencionat de formes diferents, ja sigui per l’idioma de l’article, per les fonts utilitzades o per altres motius de traducció.
En el cas de l'emperador Wen de la dinastia Han, el podem trobar com a Han Wendi (francès, alemany, xinès), (en aquest cas ,Wen (文) es el nom escollit pel regnat, el caràcter "Di" (帝) informa sobre el títol, que en la història imperial de la Xina significa “emperador” i "Han" (汉) fa referència a la dinastia), Emperor Wen of Han (anglès) o Imperador Wen de Han (portuguès), diferències que poden generar una certa confusió al fer recerca d'informació sobre del personatge.